# Femke Beuling
Femke Beuling, née le 20 décembre 1999 à Emmeloord, est une patineuse de vitesse reconvertie en coureuse cycliste professionnelle néerlandaise.

## Biographie

### Carrière de patineuse de vitesse
Femke Beuling pratique d'abord le patinage de vitesse, elle remporte notamment des titres nationaux durant ses années juniors. Elle bat également, par équipe, le record du monde du teamsprint en 2017. Elle devient, en 2019, championne du monde junior sur 500m.
Elle rejoint alors le Team IKO entrainé par Erwin et Martin ten Hove ainsi que Erik Bouwman. Elle participe à de nombreuses manches de coupe du monde, jusqu'à une blessure en 2022.

### Carrière de cycliste
Durant sa convalescence, elle participe à un stage avec l'équipe cycliste EF Education-Tibco-SVB. Elle y signe un contrat pour la saison 2023. Dès sa première saison, elle participe à un grand tour, le tour d'Espagne, qu'elle termine en 127e position.
Pour la saison 2024, elle rejoint les rangs de la formation VolkerWessels.

## Palmarès en cyclisme sur route

### Par années
- 2023
  - Bruxelles-Opwijk
- 2024
  - 3e du Grand Prix Yvonne Reynders

### Résultats sur les grands tours

#### Tour d'Espagne
1 participation
- 2023 : 127e

### Classements mondiaux
| Année                                 | 2024 |
| ------------------------------------- | ---- |
| Classement UCI                        | 291e |
| UCI World Tour                        | 270e |
|                                       |      |
| Légende : nc = non classéSource : UCI |      |